# United States National Herbarium
Le United States National Herbarium (ou Herbier national des États-Unis) est une collection de cinq millions de spécimens végétaux conservés dans le département de botanique du National Museum of Natural History de Washington.
Il fait partie de la Smithsonian Institution. Il représente environ 8 % des collections de plantes en herbier aux États-Unis et est l'un des dix plus grands herbiers dans le monde.

## Histoire
L'herbier a été fondé en 1848, lorsque les collections obtenues durant l'expédition Wilkes dans le Sud Pacifique (1838-1842) qui ont permis de rassembler environ 50 000 spécimens, représentant 10 000 espèces de plantes, ont été transmises à la Smithsonian Institution. La collection a été confiée à John Torrey et Asa Gray et hébergée par l'université Columbia à New York. En 1868, Torrey souhaite restituer la collection à Washington, et la Smithsonian la confie au Département de l'Agriculture. C'est d'abord le botaniste Charles C. Parry qui en est responsable, puis à partir de 1872, George Vasey. En 1894, les  éléments de la collection reviennent au National Museum of Natural History, à l'exception des herbes, mais le Département de l'Agriculture continue à en financer le fonctionnement, jusqu'en 1896 où le Congrès américain le subventionne à son tour, en ajoutant une dotation de 10 000 dollars au fonctionnement de la Smithsonian Institution.

## La revue
Une revue intitulée Contributions from the U.S. National Herbarium (Contr. U.S. Natl. Herb.,  (ISSN 0097-1618)) est éditée de 1902 à 1974. 